# Echeneis
Echeneis Linnaeus, 1758 è un genere di pesci ossei marini appartenente alla famiglia Echeneidae.

## Distribuzione e habitat
Le specie sono presenti in tutti mari e gli oceani. Sono pesci pelagici tipicamente associati a cetacei, tartarughe marine, squali e altri animali marini di grande taglia. Nel mar Mediterraneo è presente ma rara la specie E. naucrates.

## Tassonomia
Il genere comprende le seguenti specie:
- Echeneis naucrates Linnaeus, 1758
- Echeneis neucratoides Zuiew, 1786